# Generaldirektorium
Generaldirektorium (właściwa nazwa: General-Ober-Finanz-Kriegs- und Domainen-Direktorium "Generalne Dyrektorium Finansów, Wojny i Domen Królewskich" – centralny organ władzy państwowej jaki posiadało Królestwo Prus w latach 1723-1808. W gestii Generaldirektorium spoczywały sprawy polityki finansowej i wewnętrznej. (Rolę MSZ pełniło Kabinettsministerium).
Do życia Generaldirektorium powołał Fryderyk Wilhelm I Hohenzollern 20 grudnia 1722 roku. Powstało ono wskutek połączenia istniejącego od 1713 roku Generalfinanzdirektorium (Generalnego Dyrektorium Finansów) i istniejącego od połowy XVII wieku General-(Kriegs-)Kommissariats (Generalnego Komisariatu Wojennego).
Nowe Generaldirektorium miało pierwotnie (tj. od 1722 roku) 4 departamenty, których kompetencje rozdzielono według terytoriów państwa. Na czele pierwszego z nich (Departamentu Wojny) stanął wówczas Friedrich Wilhelm von Grumbkow. W 1740 Fryderyk Wielki stworzył nowe departamenty, dzieląc ich kompetencje rzeczowo:
- Departament für Handel und Manufakturen (1740) (handel i manufaktury)
- Departament für Militärökonomie (1746) (ekonomia wojskowa)
- Departament für Akzise und Zoll (1766) (akcyza i cło)
- Departament für Bergwerke und Hütten (1768) (górnictwo i hutnictwo)
- Departament für Forsten (1770). (leśnictwo)

Na czele całego Dyrektorium stał "Minister Dyrygujący" (dirigierender Minister). Przykładowo w latach 1786-1798 funkcję tę pełnił Friedrich Wilhelm von Arnim. Suwerenne Księstwo Śląsk miało jednak własnego odrębnego Provinzialminister.
W 1808 roku Dyrektorium zlikwidowano, a w jego miejsce stworzono Staatsministeriumz resortami o kompetencyjnym podziale rzeczowym.